# 珠江啤酒
广州珠江啤酒股份有限公司（深交所：002461，简称珠江啤酒），是中国啤酒品牌之一，与青岛啤酒及燕京啤酒属国内三大啤酒品牌。珠啤是全中国销量第二的啤酒，每小时平均消耗量约为48,000瓶。除中国国内，珠啤也有出口外销往加拿大、法国、澳大利亚、美国、瑞典、英国等。
珠啤由广州珠江啤酒集团于广州的啤酒厂进行酿制，该酒厂拥有全球最大规模的酿酒设施。啤酒使用捷克啤酒花、德国酵母、中国米及加拿大小麦酿制。